# 本田玉江
本田 玉江（ほんだ たまえ、1924年〈大正13年〉12月16日 - 2018年〈平成30年〉4月3日）は、日本の実業家。神奈川県横浜市の大衆劇場である三吉演芸場の社長、後に会長。横浜唯一の大衆演劇の常打ち劇場である同劇場の経営により、大衆演劇の普及と定着に貢献した。旧姓は杉本。神奈川県横浜市末吉町出身。

## 経歴

### 少女期 - 結婚
江戸時代から続く鍛冶屋の家系で、8人の兄弟姉妹の五女として誕生した。すぐに親戚の亀井家の養女となったが、養父が死去したために実家に戻った。学校の高等科を修了後、家業を手伝いながら、好きな芝居や歌舞伎を楽しんだ。当時は横浜歌舞伎座が実家の真裏にあり、実家の一部を歌舞伎座の大道具置き場として貸していた縁もあった。
戦後間もない1947年（昭和22年）、三吉演芸場の前身である銭湯兼演芸場の長男である本田貢と結婚した。結婚当日より重病の義母を看取り、空いた時間には銭湯の番台や演芸場の掃除に明け暮れた。本田家は夫の下に弟や妹が6人おり、さらに3人の子宝に恵まれて、大所帯で忙しく働いた。

### 三吉演芸場
1973年（昭和48年）に義父が死去し、玉江が経営を引き継いだ。これを機に館内を改修して「三吉演芸場」と改称した。改修にあたっては家中の金をかき集め、親類たちから膨大な借金をして資金ぐりをした。玉江はこの借金のために、その後5年にわたり、下着以外に服を一切、買うことができなかった。
改修後は夫が1階の銭湯、玉江が2階の演芸場と分業で受け持った。しかしテレビや映画の普及によって演劇が衰退を始め、演劇場を借りていた興行師が興行を辞めた。玉江は以前から興行に興味を持っていたことから、「素人には無理」との周囲の反対を押し切り、さらに「アパートにでもしよう」という夫も説き伏せて、興行に乗り出した。時には客が3人しかいないときもあり、出演する劇団がやりにくく「今日は休ませて」と言われることもあったが、玉江は近所連中から親類に至るまで電話をかけて客をかき集めて、興行を続行した。そのような状況が、5年から6年は続いていた。

### 演芸の工夫
落語家の桂歌丸は、幼少時より三吉演芸場で芝居を見ていたことや、改修後のこけら落としに出演した縁で、月末日の31日の独演会の開催を申し出た。玉江たちは「活気も出るし、演劇場の特色も打ち出せる」と快諾した。ところが演劇協会から「31日といえば楽日にあたり、その大事な日を渡すことはできない」と反発がかかった。そこで玉江は、31日は自分が劇団を買い取るといって、自腹で劇団に31日の分の出演料を払い、組合を納得させた。こうして1974年（昭和49年）から年5回、月末日に「桂歌丸独演会」が開催されるに至り、後に一門会として2014年（平成26年）まで40年間続いた。
玉江はさらに、大衆演劇の低迷による客数の減少を憂慮し、演芸場前の中村川を利用した船乗り込みを企画した。奉加帳を振り回して寄付を集めて、1975年（昭和50年）に船乗り込みを実現させ、当時売り出し前であった梅沢富美男が振袖姿で出演した。当日は交通整理の警官が出動するほど大賑わいとなり、マスコミの取材も殺到した。
その後も専属の劇団を結成したり、他の劇団を招いたりと、興行に工夫を凝らした。地域の老人たちを無料で招待したり、学校の生徒たちを団体割引にしたりと、地域の繋がりも重視した。酔っ払った客の入場を断るなど、雰囲気作りにも気を配った。
開館50周年記念には、先代夫妻の苦労話を自ら脚本として書き下ろした戯曲『年輪』を上演した。夫が肝臓がんを患ったため、「夫が生きている内に」と、50周年を1年繰り上げての上演であったが、上演中は夫は闘病中のために観劇が叶わず、1979年（昭和54年）に死去した。
1989年（平成元年）、大衆演劇の普及と定着に尽くした活動を評価され、横浜文化賞を受賞した。

### 廃業の危機と再興

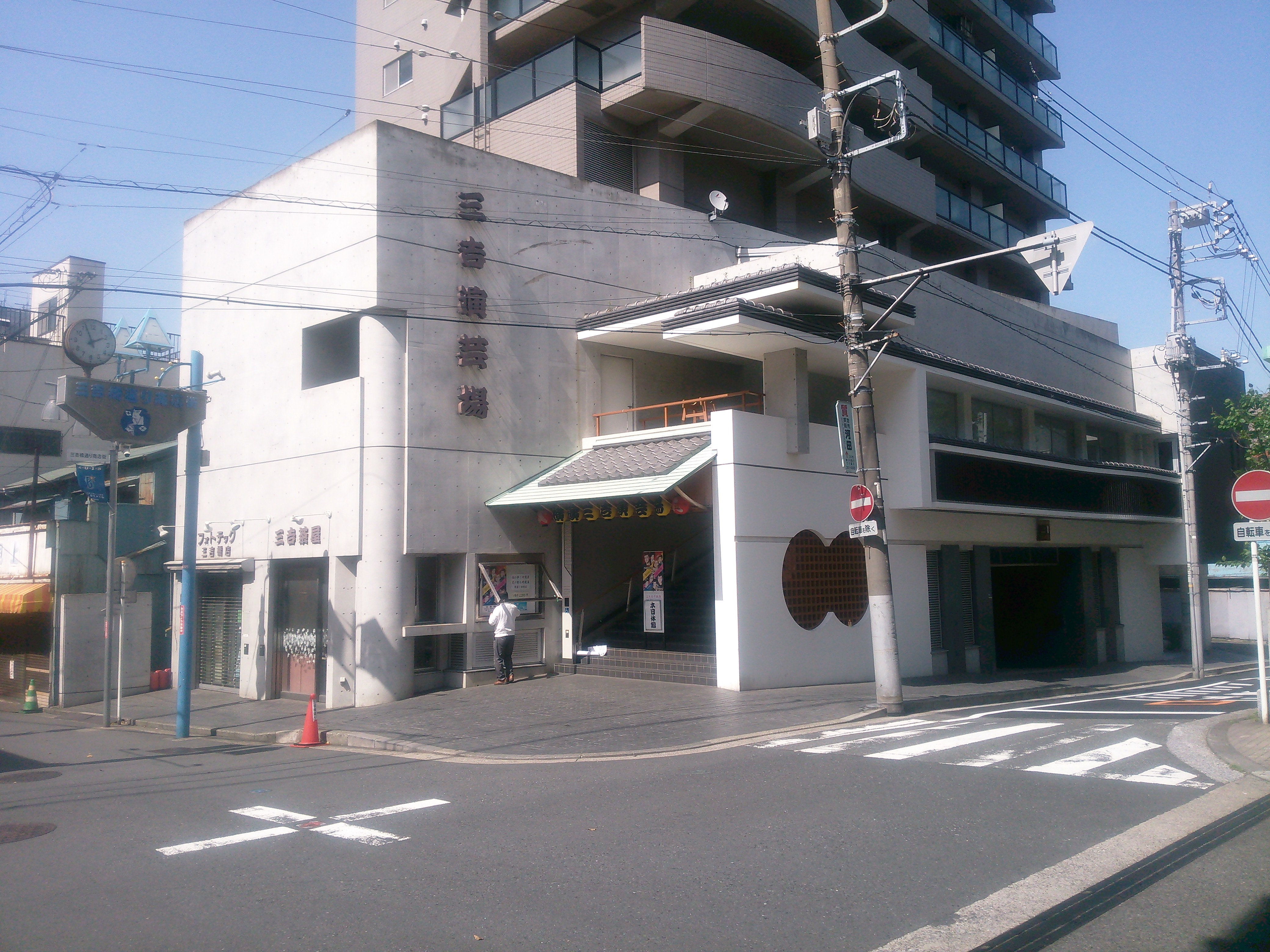
1997年末に改築・落成した三吉演芸場

1990年代には、演芸場が建物の老朽化により、廃業の危機に見舞われた。桂歌丸らが「三吉演芸場を残す会」を組織し、募金活動により2500万円近い再建資金を集めたが、それでも資金不足であった。
玉江は苦悩の挙句、横浜市長宛てに「演芸場が不要なら、きっぱり辞めます。もし残した方がいいと言ってくれるなら、老骨に鞭を打って、息子をひっぱたいて続けます」と手紙を書いた。
横浜市は「長年にわたって市民に親しまれ、大衆芸能を支えてきた大切な施設」として支援を決定し、市としては初めて民間文化施設への建設援助に踏み切り、1997年（平成9年）の市議会で補正予算として不足分が計上された。こうして演芸場は改築、再建に至った。

### 晩年
2000年（平成12年）、玉江の長男の本田博が商社勤務を退職して、三吉演芸場の社長業を継いだ。玉江は会長職に退いたが、その後も芝居好きのあまり、木戸に立つなど演芸場に顔を出し続け、3時間の公演を半分だけでも見ていた。
2018年（平成30年）4月3日、横浜市内の病院で、肺血栓塞栓症により満93歳で死去した。桂歌丸は玉江の死去にあたり、自身が三遊亭圓朝などの古典を最初に演じたのが三吉演芸場だと語っており、「三吉があったからこそ今の私がある」と、その死去を悼んだ。

## 人物
演芸場の興行関係は、ヤクザが絡むことも多く、入れ墨を見せつかせて凄む者もいたが、玉江はそうした相手に一切、怯むことはなかった。これは、結婚当初に銭湯の番台に乗ったとき、半年はまともに顔を上げることができなかったというが、その仕事で入れ墨を見慣れたためでもあった。
歯に衣を着せぬ物言いに「女傑」と冷やかされる一方で、多くの役者や常連からは「お母さん」と慕われた。桂歌丸もまた「三吉のお母さん」と呼んでいた。「下町の肝っ玉母さん」に相応しい、独特なしゃがれ声も特徴であった。
芝居を裏の木戸から覗き、手を抜いている芸人を見つけると、すぐに注文をつけた。「舞台で横着されるのは、腹が立つ」と、凛とした姿勢を崩すことはなかった。舞台に出演しなかったために「いますぐ出て行け」と追い出された芸人もいた。役者たちからは「付き合いかた間違うと、えらいことになるぞ」と、一目置かれる存在であった。
玉江の興行内容は、芝居好きを喜ばせることはできても、採算ベースに乗らないものが多かった。玉江の長男は「私から見ると完全に母の道楽」と語っていた。玉江自身も「劇場なんて、利益を追ったらやれません」と認めており、そうまでして演劇場の主を務める理由を「私は芝居が好きなだけ」と語っていた。